# Az egyenlő elbánás elve
Az egyenlő elbánás (angolul national treatment) elve a nemzetközi közjog illetve a nemzetközi magánjog egyik alapelve, jogegyenlőségi elve. 
Lényege, hogy a külföldi nem eshet a fogadó országban kedvezőtlenebb elbírálás alá, mint a hazai állampolgárok, viszont  nem is igényelhet magának több jogot, mint amelyek a hazai állampolgárokat megilletik.  Az egyenlő elbánás elve számos törvény feltétlenül érvényesülést kívánó eljárási elvei közé tartozik. Nemzetközi szerződéseknél azt jelenti, hogy a tagállamok a szerződés szempontjából ugyanazokat a jogokat nyújtják a többi tagállam állampolgárainak és szervezeteinek, mint saját állampolgáraiknak és szervezeteiknek.

## Nemzetközi kereskedelmi szerződésekben
- Az egyenlő elbánás elve a nemzetközi kereskedelmi szerződésekben előírja, hogy a szerződő felek egymásnak ugyanolyan jogokat, kedvezményeket nyújtanak, mint saját állampolgáraiknak illetve jogi személyeiknek. A kedvezmények megadása gyakran nem általános, hanem csak bizonyos kérdésekre értendő (pl. tranzitvám fizetése)[2] Nem azonos a legnagyobb kedvezmény elvével.

## A Párizsi Uniós Egyezményben
A Párizsi Uniós Egyezmény (1883) legalapvetőbb alapelve az egyenlő elbánás, azaz a külföldiek irányában, a belföldiekkel egyenlő elbírálás elve. Ennek értelmében azokat a külföldieket, akik a Párizsi Unió bármely országának joghatósága alá tartoznak, az ipari tulajdon oltalmát illetően az unió összes többi országában megilletik mindazok az előnyök, amelyeket a vonatkozó törvények a belföldiek részére biztosítanak. Ennélfogva ezek a külföldiek a belföldiekkel egyenlő oltalomban részesülnek és jogaik megsértése esetén ugyanazt a jogsegélyt vehetik igénybe, mint a belföldiek. A nemzeti elbánás elve szerint tehát az iparjogvédelem - és így a védjegyjog - terén mindegyik részes államnak ugyanolyan oltalmat kell nyújtania az unió hatálya alá tartozó külföldieknek, mint amilyet a belföldiek részére biztosít.